# Episodi di Euphoria (seconda stagione)
La seconda stagione della serie televisiva Euphoria, composta da otto episodi, è stata trasmessa in prima visione negli Stati Uniti dall'emittente via cavo HBO, dal 9 gennaio al 27 febbraio 2022.
In Italia, la stagione è andata in onda in prima visione in lingua italiana sul canale satellitare Sky Atlantic dal 17 gennaio al 7 marzo 2022. È stata trasmessa in lingua originale sottotitolata in italiano dal 10 gennaio al 28 febbraio 2022, in simulcast con HBO.
A partire da questa stagione entrano nel cast principale Javon Walton, Austin Abrams e Dominic Fike. Al suo termine invece escono dal cast principale Barbie Ferreira, Walton, Abrams, Nika King, Storm Reid e Algee Smith.
| nº | Titolo originale                                            | Titolo italiano                                                               | Prima TV USA     | Prima TV Italia  |
| -- | ----------------------------------------------------------- | ----------------------------------------------------------------------------- | ---------------- | ---------------- |
| 1  | Trying to Get to Heaven Before They Close the Door          | Cercando di andare in paradiso prima che chiudano la porta                    | 9 gennaio 2022   | 17 gennaio 202   |
| 2  | Out of Touch                                                | Fuori dal mondo                                                               | 16 gennaio 2022  | 24 gennaio 2022  |
| 3  | Ruminations: Big and Little Bullys                          | La valigia                                                                    | 23 gennaio 2022  | 31 gennaio 2022  |
| 4  | You Who Cannot See, Think of Those Who Can                  | Tu che non puoi vedere, pensa a chi può farlo                                 | 30 gennaio 2022  | 7 febbraio 2022  |
| 5  | Stand Still Like the Hummingbird                            | Stai fermo come il colibrì                                                    | 6 febbraio 2022  | 14 febbraio 2022 |
| 6  | A Thousand Little Trees of Blood                            | Mille alberelli di sangue                                                     | 13 febbraio 2022 | 21 febbraio 2022 |
| 7  | The Theater and Its Double                                  | Il teatro e il suo doppio                                                     | 20 febbraio 2022 | 28 febbraio 2022 |
| 8  | All My Life, My Heart Has Yearned for a Thing I Cannot Name | Tutta la mia vita, il mio cuore ha desiderato una cosa che non posso nominare | 27 febbraio 2022 | 7 marzo 2022     |

## Cercando di andare in paradiso prima che chiudano la porta
- Titolo originale: Trying to Get to Heaven Before They Close the Door
- Diretto da: Sam Levinson
- Scritto da: Sam Levinson

### Trama
La scena si apre con stralci della storia di Fez: sin da piccolo venne accolto e cresciuto dalla nonna Marie, una temuta gangster che lo introdusse anche allo spaccio di droga, finché la donna non fu vittima di un ictus che le causò un coma farmacologico, lasciando Fez da solo a gestire l'attività e a occuparsi di Ashtray, un bambino che la nonna aveva ricevuto "in pegno" da una cliente che non tornò mai a prenderlo. 
Nel presente, Ashtray colpisce a morte Mouse con un martello e rompe il naso a Custer, il suo scagnozzo. Alla vigilia di Capodanno, Rue si reca con Fez e Ashtray nell'appartamento di uno spacciatore e, prima che i due entrino, Rue viene presentata a Fay, la fidanzata eroinomane di Custer, uno dei nuovi soci di Fez. Le due ragazze rimangono in macchina in attesa, ma vengono scoperte e trascinate dentro con la forza. In casa, vengono tutti costretti a spogliarsi, minacciati dalle armi, poiché il nuovo spacciatore è preoccupato che indossino delle cimici sotto i vestiti. Dopo il caos iniziale, Fez ha modo di parlare con il capo, una donna, Laurie, e riesce a procurarsi una valigia piena di droga. 
Nel frattempo una Cassie ubriaca incontra Nate in un minimarket, e quest'ultimo le offre un passaggio alla festa di Capodanno a cui lei stava andando prima di litigare con Lexi. Alla festa, Nate e Cassie fanno sesso in bagno e Maddy bussa furiosamente alla porta; così Cassie si nasconde nella vasca da bagno e riesce a non farsi scoprire. Rue trova l'eroina di Fay in macchina e, una volta raggiunta la festa, incontra Elliot nella lavanderia. I due si drogano insieme e Rue ha una violenta crisi cardiaca; Elliot l'aiuta a riprendersi. All'esterno dell'abitazione, Rue e Jules finalmente si riuniscono. Rue dice a Jules di aver avuto una ricaduta la notte in cui lei l'ha abbandonata alla stazione. Più tardi, le due si confessano reciprocamente i loro sentimenti e si baciano. Infine, Fez ha un primo approccio con Lexi, con cui scambia il numero di telefono. Poco dopo lo scoccare della mezzanotte, Fez affronta Nate, picchiandolo a sangue fin quando gli altri non lo fermano e lo allontanano.
- Durata: 61 minuti
- Guest star: Tyler Chase (Custer), Martha Kelly (Laurie), Andy Mackenzie (taglio a caschetto), Richie Merritt (Bruce Jr.), Demetrius "Lil Meech" Flenory Jr. (Travis) e Kathrine Narducci (Marie O'Neill).
- Ascolti USA: telespettatori 254 000 – rating 18-49 anni 0,08%[3]

## Fuori dal mondo
- Titolo originale: Out of Touch
- Diretto da: Sam Levinson
- Scritto da: Sam Levinson

### Trama
Nate viene portato d'urgenza in ospedale da Maddy e Cassie e, una volta ripresosi, si rifiuta di rivelare a suo padre l'identità dell'aggressore. Nate scopre che il DVD del padre con Jules è stato rubato; inoltre realizza di essersi innamorato di Cassie, la quale a sua volta sta vivendo un momento di depressione post-aborto e si sente infelice senza nessuno al suo fianco. I due si incontrano in segreto nonostante il senso di colpa di Cassie, consapevole di aver tradito l'amicizia con Maddy, la quale è ancora innamorata dell'ex ragazzo. 
Jules intanto inizia a nutrire dei sospetti sul rapporto tra Rue e Elliot, ignara del fatto che la fidanzata stia continuando a drogarsi insieme al nuovo arrivato. Kat invece inizia a perdere interesse per Ethan e si rende conto che ciò è dovuto alla sua bassa autostima e all'incapacità di accettare sé stessa. Le indagini condotte da Cal sull'aggressione al figlio portano l'uomo a scoprire della tresca tra Nate e Cassie e a quel punto costringe la ragazza a rivelare il nome di Fez. In seguito Cal si reca presso il minimarket di Fez dove, nonostante la tensione tra i due, si limita a comprare delle gomme da masticare, mentre una Lexi attonita assiste alla scena. Poi, Cal si confronta con Nate: il ragazzo ammette al padre che la causa scatenante di tutti i suoi comportamenti è stata il tentativo di proteggere i segreti sulla sua vita sessuale, facendogli credere di essere in possesso della registrazione del rapporto sessuale avuto con Jules, che in realtà Maddy gli ha sottratto.
- Durata: 57 minuti
- Guest star: Minka Kelly (Samantha), Alanna Ubach (Suze), Paula Marshall (Marsha), Tyler Chase (Custer), John Ales (David), Nick Blood (Gus) e Colman Domingo (Ali).
- Ascolti USA: telespettatori 279 000 – rating 18-49 anni 0,09%[4]

## La valigia
- Titolo originale: Ruminations: Big and Little Bullys
- Diretto da: Sam Levinson
- Scritto da: Sam Levinson

### Trama
L'episodio inizia con il narrare parte della storia di Cal: durante l'ultimo anno di liceo, Cal si innamora segretamente del suo migliore amico Derek, mentre inizia a frequentare la sua futura moglie Marsha. Una volta conseguito il diploma, Cal e Derek decidono di uscire a festeggiare insieme, rivelando reciprocamente i propri sentimenti e scambiandosi un bacio appassionato. Tuttavia l'inaspettata gravidanza di Marsha costringe Cal al matrimonio e di conseguenza a reprimere il proprio orientamento sessuale: infatti, mentre al telefono la ragazza gli dichiara di essere incinta, Cal soffoca un pianto disperato. 
Nel presente, Rue elabora un piano per tenere nascosta la sua ricaduta sia a Jules che ai suoi familiari, mentre fa conoscere Jules a Elliot. Quando Rue finisce la droga, convince la nuova fornitrice di Fezco, Laurie, a fornirle una scorta dal valore di 10 000 dollari, che la ragazza si impegna a vendere per poi dividere il ricavato con lei. Ali intanto sospetta di Rue e i due hanno un confronto nel quale Rue lo ferisce sul personale, tagliando i legami con lui.  
Nel frattempo Cassie diventa ossessionata dalla sua storia segreta con Nate, prendendo le distanze da amici e famiglia, mentre Lexi invece incanala le sue frustrazioni nella scrittura di un'opera teatrale, che si prepara a mettere in scena a scuola. Ritenendo erroneamente che Fez abbia il video porno ritraente se stesso e Jules, Cal si reca a casa dello spacciatore, dove viene picchiato e umiliato ripetutamente da Ashtray, al punto da ammettere il motivo per cui è andato lì. Fez lo lascia andare alla sola condizione che smetta di provare a vendicarsi contro di lui e impedisca a Nate di infastidire ulteriormente Rue e Jules. Cassie attende, come ogni venerdì, l'arrivo di Nate, che all'ultimo minuto le dice di aver avuto un imprevisto: in realtà il ragazzo sta andando da Maddy, nella casa dove lei lavora come babysitter. 
- Durata: 60 minuti
- Guest star: Alanna Ubach (Suze), Paula Marshall (Marsha), Elias Kacavas (Cal Jacobs diciottenne), Henry Eikenberry (Derek), Martha Kelly (Laurie), Zak Steiner (Aaron), Nick Blood (Gus) e Colman Domingo (Ali).
- Ascolti USA: telespettatori 264 000 – rating 18-49 anni 0,09%[5]

## Tu che non puoi vedere, pensa a chi può farlo
- Titolo originale: You Who Cannot See, Think of Those Who Can
- Diretto da: Sam Levinson
- Scritto da: Sam Levinson

### Trama
Mentre Rue riflette circa il suo amore per Jules, quest'ultima bacia Elliot e ha un primo approccio sessuale con lui. In seguito, Rue e Jules si trovano a casa di Elliot e si divertono sfidandosi a vicenda: dopo aver rubato una cassa di birra da un minimarket, Rue inizia a bere in macchina, nonostante Jules le chieda di smettere; le due hanno così un'altra discussione e Rue scende dalla macchina e torna a casa da sola. Una volta arrivata, si droga e prova delle allucinazioni di un uomo sconosciuto in piedi in una chiesa e di suo padre. Elliot confessa a Jules che Rue non è sobria, poiché i due si sono drogati insieme in più occasioni. Jules è devastata, ma, pur di non rimanere sola col suo dolore, trascorre comunque la notte da Elliot.
Una Cassie delirante discute con Nate dopo che lui ha ammesso di provare ancora qualcosa per Maddy. Gli Howard in seguito organizzano una festa di compleanno per Maddy durante la quale Cassie si ubriaca in modo eccessivo. Nel frattempo Kat rivela alla festeggiata di non amare Ethan, così Maddy le consiglia di seguire i suoi sentimenti. Quando Nate arriva alla festa, Cassie decide di indossare un costume da bagno succinto per entrare nella vasca da idromassaggio e, durante l'ennesimo litigio tra Nate e Maddy, vomita nella vasca dove sono entrati anche gli altri, interrompendo bruscamente i festeggiamenti. 
Cal si ubriaca e guida incautamente fino al bar in cui ha baciato Derek tanti anni prima: l'uomo, dopo essere stato cacciato dal locale, torna a casa, dove critica aspramente i suoi familiari per la loro incapacità di costruire dei legami emotivi e l'atteggiamento ipocrita e ostile nei confronti della sua sessualità, decidendo quindi di abbandonarli per sempre. 
- Durata: 62 minuti
- Guest star: Minka Kelly (Samantha), Paula Marshall (Marsha), Alanna Ubach (Suze), Tyler Chase (Custer), Zak Steiner (Aaron), Bruce Wexler (Robert), Henry Eikenberry (Derek).
- Ascolti USA: telespettatori 318 000 – rating 18-49 anni 0,13%[6]

## Stai fermo come il colibrì
- Titolo originale: Stand Still Like the Hummingbird
- Diretto da: Sam Levinson
- Scritto da: Sam Levinson

### Trama
Jules mette la madre di Rue, Leslie, al corrente della ricaduta della figlia, spingendola a sbarazzarsi dell'enorme scorta di droga che la ragazza teneva nella valigia. Successivamente, Leslie, Gia, Jules ed Elliot affrontano Rue, la quale è preda di un violento esaurimento nervoso che la porta alla fine a danneggiare la propria casa e a recidere bruscamente i legami sia con Jules che con Elliot. Leslie allora tenta di portarla di nuovo in riabilitazione, ma Rue fugge dalla macchina nel bel mezzo del traffico: attraversa correndo la città, fino a casa Howard, dove ruba dei farmaci prima che arrivi Leslie e intervenga con l'aiuto di Suze, Lexi, Cassie, Maddy e Kat. Per distrarre i presenti, Rue racconta della relazione tra Cassie e Nate, cosa che provoca inevitabilmente lo scontro tra Cassie e Maddy: perciò approfitta del trambusto per scappare. La ragazza si rivolge a Fezco per chiedere aiuto, ma lui la butta fuori di casa dopo che la scopre mentre cerca di rubare le medicine di sua nonna. 
Dopo aver rapinato un'altra casa sottraendo soldi e gioielli ed essere sfuggita a un inseguimento da parte della polizia, Rue raggiunge la casa di Laurie. Laurie le procura della morfina per aiutarla con i dolori e, sebbene entri in empatia con la sua condizione, insinua che potrebbe costringerla a prostituirsi per ripagare il debito. Dopo aver sognato nuovamente di trovarsi in chiesa nel giorno del funerale del padre, Rue si sveglia all'alba e scappa anche dalla casa di Laurie. Intanto, mentre Leslie è a casa, qualcuno entra dalla porta d'ingresso.
- Durata: 54 minuti
- Guest star: Alanna Ubach (Suze), Martha Kelly (Laurie), Richie Merritt (Bruce Jr.), Bruce Wexler (Robert).
- Ascolti USA: telespettatori 353 000 – rating 18-49 anni 0,11%[7]

## Mille alberelli di sangue
- Titolo originale: A Thousand Little Trees of Blood
- Diretto da: Sam Levinson
- Scritto da: Sam Levinson

### Trama
Rue torna a casa, dove si riprende progressivamente nei giorni successivi; contatta anche Ali per scusarsi delle brutte parole dette, il quale la perdona e viene invitato a cena a casa Bennet. Intanto Kat ed Ethan si lasciano; Maddy si chiede se la sua amicizia con Cassie sia salvabile dopo aver appreso la verità su di lei e Nate; Lexi discute con Fez sul possibile impatto che la messa in scena dello spettacolo potrebbe avere sulla sua famiglia e sul gruppo di amici, dopodiché i due guardano insieme Stand by Me - Ricordo di un'estate. 
Custer incontra Faye in segreto e le rivela di essere diventato un informatore della polizia ai danni di Fez e Ash nell'ambito della risoluzione dell'omicidio di Mouse. Cassie e Nate discutono con le rispettive madri dopo che la loro relazione è stata resa pubblica e il ragazzo, per proteggere il suo futuro nell'azienda di famiglia, minaccia Maddy con una pistola e si fa restituire il sex tape contenente l'amplesso tra Cal e Jules. Poi lo consegna a Jules, dopo essersi scusato con lei per il comportamento nei suoi confronti. Quindi Nate chiama Cassie, le dice che la ama e la invita a vivere da lui. 
Infine, Leslie è sconvolta nell'apprendere che nessuna delle strutture di riabilitazione è in grado di accogliere Rue e perciò teme che la figlia possa uccidersi di droga.
- Durata: 60 minuti
- Guest star: Minka Kelly (Samantha), Alanna Ubach (Suze), Paula Marshall (Marsha), Tyler Chase (Custer), Zak Steiner (Aaron) e Colman Domingo (Ali).
- Ascolti USA: telespettatori 283 000 – rating 18-49 anni 0,11%[8]

## Il teatro e il suo doppio
- Titolo originale: The Theater and Its Double
- Diretto da: Sam Levinson
- Scritto da: Sam Levinson

### Trama
Lo spettacolo di Lexi viene messo in scena al cospetto di studenti, familiari e docenti della scuola: i suoi amici, mentre assistono alla messa in scena, si rendono pian piano conto che lo spettacolo si basa sulle loro vite, sebbene i nomi siano alterati. In alcuni flashback, Lexi parla con Fezco perché è preoccupata che le persone si possano risentire dallo spettacolo; Fezo la rassicura e promette di assistere all'evento. 
L'intero episodio attraversa il presente e il passato, mentre la commedia descrive eventi e relazioni significativi dal punto di vista di Lexi: la morte del padre di Rue e la ricaduta della ragazza nel mondo della droga, Cassie durante la pubertà, la lunga amicizia di Rue e Lexi, la tumultuosa relazione di Lexi con suo padre, l'amicizia di Cassie e Maddy e, infine, la latente omosessualità di Nate. 
Custer raggiunge casa di Fezco prima dell'inizio dello spettacolo e Ash si insospettisce. Nel mentre, la madre di Rue si confronta con la figlia dicendole di aver smesso di prendersi cura di lei e di avere intenzione di concentrarsi su Gia adesso. Jules finalmente distrugge il video che le ha dato Nate, mentre Maddy, sentendosi tradita, promette di lasciare East Highland e per questo rinuncia al suo buon lavoro come babysitter. Infine Fezco non riesce a prendere parte allo spettacolo di Lexi, la cui prima parte si conclude con una resa di Holding Out for a Hero, durante la quale il personaggio di Nate, interpretato da Ethan, e altri studenti maschi si allenano simulando atti sessuali promiscui. A quel punto Nate si infuria, abbandona il teatro e interrompe la sua relazione con Cassie.
- Durata: 59 minuti
- Guest star: Minka Kelly (Samantha), Alanna Ubach (Suze), Tyler Chase (Custer), Nick Blood (Gus), Aja Bair (Jade), Eden Rose (Hallie), Izabella Alvarez (Marta), Isabella Amara (Luna).
- Ascolti USA: telespettatori 350 000 – rating 18-49 anni 0,14%[9]

## Tutta la mia vita, il mio cuore ha desiderato una cosa che non posso nominare
- Titolo originale: All My Life, My Heart Has Yearned for a Thing I Cannot Name
- Diretto da: Sam Levinson
- Scritto da: Sam Levinson

### Trama
Cassie interrompe lo spettacolo per insultare e prendere in giro Lexi, che la implora in lacrime di smetterla: questa però continua a creare scompiglio, spingendo Maddy a salire sul palco per affrontarla. Supportata dalla sua troupe e dal pubblico, Lexi continua lo spettacolo e lo dedica a Fezco, non presente in sala. Nell'atto conclusivo vengono messi in scena il discorso pronunciato da Rue alla veglia funebre del padre e una sincera conversazione tra Rue e Lexi sulla vita e la perdita, che, prima o poi, com'è giusto che sia, colpisce ognuno di noi. Rue in seguito ringrazia Lexi per averle mostrato l'unica versione della sua vita che non odiava. Dopo la lite, Cassie confida a Maddy che Nate ha rotto con lei prima che interrompesse lo spettacolo e Maddy la avverte che questo sarebbe stato solo l'inizio. Al termine dello spettacolo, Jules riconferma a Rue l'amore che prova nei suoi confronti e di sentirne la mancanza. Rue la bacia sulla fronte prima di allontanarsi, ormai conscia che la loro storia è finita per sempre, ma finalmente con un po' di speranza per il futuro.
Custer cerca di convincere Fezco a rivelare il suo ruolo nell'omicidio di Mouse, prima che Faye gli faccia cenno di tacere. Rendendosi conto che è un informatore della polizia, Ashtray pugnala Custer al collo con grande sgomento di Fezco, che così soffoca Custer a morte e butta il suo telefono in acqua. In seguito, Fezco implora Ash di arrendersi alla polizia, nel frattempo giunta fuori dall'abitazione dei due, permettendogli di prendersi la colpa dell'omicidio di Custer. Ash invece si chiude in bagno con varie armi e affronta gli agenti di polizia in una sparatoria. Nel fuoco incrociato, sia Fezco che Ash vengono colpiti, mentre Faye si arrende sdraiandosi a terra.
In un flashback, Lexi e Fezco discutono dei loro piani per il futuro e sembrano essere entrambi felici di avere instaurato un rapporto. Intanto, nel presente, Rue fa visita a Elliot per perdonarlo di aver rivelato a sua madre il fatto che si drogava, consapevole che così lui le abbia salvato la vita; entrambi concordano sul male che potrebbero farsi l'uno l'altro nel caso in cui continuassero a frequentarsi, così decidono di comune accordo di allontanarsi. Infine, Nate affronta suo padre con una pistola e una chiavetta USB contenente tutta l'attività pedopornografica di Cal, ammettendo davanti al genitore di essere rimasto traumatizzato dalla visione dei video sin dalla giovane età. Grazie alla sua segnalazione, la polizia rintraccia Cal e lo arresta. 
- Durata: 62 minuti
- Guest star: Alanna Ubach (Suze), Tyler Chase (Custer), Nick Blood (Gus), Aja Bair (Jade), Eden Rose (Hallie), Izabella Alvarez (Marta), Isabella Amara (Luna).
- Ascolti USA: telespettatori 625 000 – rating 18-49 anni 0,24%[10]